# Serie A 2020-2021 (pallacanestro maschile)
La Serie A 2020-2021, nota per ragioni di sponsorizzazione Serie A UnipolSai, è la 99ª edizione del massimo campionato italiano di pallacanestro maschile. La stagione regolare ha preso il via il 26 settembre 2020 e si è conclusa il 2 maggio 2021. Il torneo è stato vinto dalla Virtus Bologna, dopo 20 anni dall'ultimo scudetto.

## Stagione

### Novità
Alcune società, Virtus Roma, Pistoia, Cremona e Pesaro, durante l'estate hanno dichiarato a rischio la propria partecipazione al campionato 2020-2021, per problemi finanziari derivanti anche dall'interruzione del campionato precedente, tra queste solamente Pistoia non si iscrive retrocedendo in Serie A2. 
Il Basket Torino e la Scaligera Basket Verona vengono invitate a partecipare al campionato di Serie A al posto di Pistoia ma entrambe rinunciano proseguendo in Serie A2. 
Al via, le squadre partecipanti sono 16 per via dell'autoretrocessione in Serie A2 del Pistoia Basket 2000. Per via dell'interruzione e del conseguente annullamento dei campionati, dovuta alla pandemia di COVID-19, non sono presenti squadre promosse dalla serie minore. 

### Formula
La stagione regolare prevede che ogni squadra disputi 30 partite, giocando contro tutte le altre squadre due volte in un girone di andata ed uno di ritorno. Al termine verranno disputati dei play-off fra le migliori otto squadre in classifica. Al termine della stagione regolare le squadre classificate in 15ª e in 16ª posizione retrocederanno in Serie A2, mentre dalla serie cadetta saranno promosse due squadre, vincitrici dei due "gironi" dei play off (e finaliste del campionato)
Ad ogni squadra è concesso di avere in rosa 5 o 6 giocatori stranieri, scegliendo in alternativa una delle due seguenti soluzioni:
- massimo 5 giocatori stranieri provenienti da qualsiasi paese + almeno 5 giocatori di formazione italiana;
- 6 giocatori stranieri provenienti da qualsiasi paese + 6 giocatori di formazione italiana;

Scegliendo la formula del "5+5", la squadra accede ai premi distribuiti a fine anno; scegliendo invece la formula "6+6", il club non può competere per alcun premio e dovrà anche pagare una luxury-tax di 40.000 euro.
Con l'abbandono della Virtus Roma, le squadre partecipanti diventano 15, lasciando invariato il numero di giornate e annullando tutte le gare disputate da Roma, di conseguenza le società che hanno o dovevano giocare con quest'ultima si vedono assegnato il turno di riposo. Per la retrocessione la 16ª posizione viene occupata automaticamente dalla Virtus Roma, lasciando solamente la 15ª per la retrocessione.

### Avvenimenti
Il 9 dicembre la società Virtus Roma comunica la rinuncia a proseguire il campionato per problemi economici.
Il 10 dicembre, il giudice sportivo dichiara: la società Virtus Roma rinunciataria per il campionato annullandole tutte le partite disputate, infligge una sanzione di € 600.000,00 e la perdita del diritto sportivo lasciando solamente la disponibilità ad iscriversi ad un campionato di libera partecipazione. A tutti gli atleti tesserati della società capitolina viene imposto lo svincolo.
Il 3 gennaio, con la conclusione della 14ª giornata, l'Olimpia Milano conquista il titolo di campione d'inverno con una giornata d'anticipo, confermandosi testa di serie per le Final Eight di Coppa Italia.
Il 25 aprile, con una giornata d'anticipo, la Pallacanestro Cantù retrocede matematicamente dopo la sconfitta contro la Fortitudo Bologna.

## Squadre Partecipanti
| Club              | Stagione | Città         | Stadio                                      | Stagione precedente |
| ----------------- | -------- | ------------- | ------------------------------------------- | ------------------- |
| Pall. Cantù       | dettagli | Cantù         | PalaDesio (Desio)                           | 11ª in Serie A      |
| Pall. Trieste     | dettagli | Trieste       | Allianz Dome                                | 16ª in Serie A      |
| Olimpia Milano    | dettagli | Milano        | Mediolanum Forum (Assago)                   | 4ª in Serie A       |
| Dinamo Sassari    | dettagli | Sassari       | Palazzetto dello sport Roberta Serradimigni | 2ª in Serie A       |
| Universo Treviso  | dettagli | Treviso       | PalaVerde                                   | 13ª in Serie A      |
| Aquila Trento     | dettagli | Trento        | BLM Group Arena                             | 9ª in Serie A       |
| Fortitudo Bologna | dettagli | Bologna       | Unipol Arena (Casalecchio di Reno)          | 8ª in Serie A       |
| Brescia           | dettagli | Brescia       | PalaLeonessa                                | 3ª in Serie A       |
| N.B. Brindisi     | dettagli | Brindisi      | PalaPentassuglia                            | 5ª in Serie A       |
| Pall. Varese      | dettagli | Varese        | Enerxenia Arena                             | 10ª in Serie A      |
| Virtus Bologna    | dettagli | Bologna       | Virtus Segafredo Arena                      | 1ª in Serie A       |
| Reyer Venezia     | dettagli | Venezia       | Palasport Taliercio                         | 7ª in Serie A       |
| Pall. Reggiana    | dettagli | Reggio Emilia | Unipol Arena (Casalecchio di Reno)          | 12ª in Serie A      |
| Vanoli Cremona    | dettagli | Cremona       | Palasport Mario Radi                        | 6ª in Serie A       |
| Virtus Roma       | dettagli | Roma          | Palazzo dello Sport                         | 14ª in Serie A      |
| V.L. Pesaro       | dettagli | Pesaro        | Adriatic Arena                              | 17ª in Serie A      |

### Allenatori e primatisti
| Squadra           | Allenatore                                             | Capitano           | Cestista più presente                                    | Miglior marcatore       |
| ----------------- | ------------------------------------------------------ | ------------------ | -------------------------------------------------------- | ----------------------- |
| Cantù             | Cesare Pancotto (1ª-17ª) Piero Bucchi (18ª-30ª)        | Andrea La Torre    | 4 giocatori (28)                                         | Jazz Johnson (304)      |
| Trieste           | Eugenio Dalmasson                                      | Andrea Coronica    | Davide Alviti, Milton Doyle, Tommaso Laquintana (28)     | Milton Doyle (354)      |
| Milano            | Ettore Messina                                         | Andrea Cinciarini  | Andrea Cinciarini, Riccardo Moraschini (26)              | Zach LeDay (394)        |
| Sassari           | Gianmarco Pozzecco                                     | Giacomo Devecchi   | Miro Bilan (28)                                          | Miro Bilan (474)        |
| Pesaro            | Jasmin Repeša                                          | Carlos Delfino     | Márkó Filipovity, Ariel Filloy, Simone Zanotti (28)      | Márkó Filipovity (359)  |
| Treviso           | Massimiliano Menetti                                   | Matteo Imbrò       | 6 giocatori (28)                                         | David Logan (468)       |
| Trento            | Nicola Brienza (1ª-17ª) Emanuele Molin (18ª-30ª)       | Andrés Forray      | Gary Browne, Victor Sanders (28)                         | JaCorey Williams (473)  |
| Fortitudo Bologna | Romeo Sacchetti (1ª-9ª) Luca Dalmonte (10ª-30ª)        | Stefano Mancinelli | Adrian Banks (27)                                        | Adrian Banks (453)      |
| Brescia           | Vincenzo Esposito (1ª-9ª) Maurizio Buscaglia (10ª-30ª) | David Moss         | Kenny Chery, David Moss (28)                             | Kenny Chery (309)       |
| Brindisi          | Francesco Vitucci                                      | Alessandro Zanelli | James Bell (27)                                          | D'Angelo Harrison (354) |
| Varese            | Attilio Caja (Pre-season) Massimo Bulleri (1ª-30ª)     | Giancarlo Ferrero  | Michele Ruzzier, Luis Scola, Artūrs Strautiņš (28)       | Luis Scola (499)        |
| Reyer Venezia     | Walter De Raffaele                                     | Michael Bramos     | Davide Casarin (28)                                      | Stefano Tonut (404)     |
| Reggio Emilia     | Antimo Martino (1ª-21ª) Attilio Caja (22ª-30ª)         | Leonardo Candi     | Filippo Baldi Rossi, Leonardo Candi, Brandon Taylor (28) | Brandon Taylor (416)    |
| Vanoli Cremona    | Paolo Galbiati                                         | Giuseppe Poeta     | Daulton Hommes, Marcus Lee, Fabio Mian (28)              | Daulton Hommes (459)    |
| Virtus Bologna    | Aleksandar Đorđević                                    | Giampaolo Ricci    | Julian Gamble, Giampaolo Ricci (28)                      | Miloš Teodosić (342)    |
| Virtus Roma       | Piero Bucchi (1ª-9ª)                                   | Tommaso Baldasso   | Tommaso Baldasso, Jamil Wilson (9)                       | Tommaso Baldasso (138)  |

### Cambi di allenatore
| Squadra                     | Allenatore uscente | Motivo                  | Data             | Posto in classifica | Nuovo allenatore   | Data             |
| --------------------------- | ------------------ | ----------------------- | ---------------- | ------------------- | ------------------ | ---------------- |
| Openjobmetis Varese         | Attilio Caja       | Esonerato               | 5 settembre 2020 | Pre Season          | Massimo Bulleri    | 8 settembre 2020 |
| Germani Basket Brescia      | Vincenzo Esposito  | Risoluzione consensuale | 1 dicembre 2020  | 15ª (2-7)           | Maurizio Buscaglia | 1 dicembre 2020  |
| Fortitudo Lavoropiù Bologna | Romeo Sacchetti    | Esonerato               | 6 dicembre 2020  | 16ª (1-8)           | Luca Dalmonte      | 7 dicembre 2020  |
| Acqua S.Bernardo Cantù      | Cesare Pancotto    | Esonerato               | 25 gennaio 2021  | 14ª (4-12)          | Piero Bucchi       | 26 gennaio 2021  |
| Dolomiti Energia Trentino   | Nicola Brienza     | Esonerato               | 31 gennaio 2021  | 12ª (6-11)          | Emanuele Molin     | 31 gennaio 2021  |
| UNAHOTELS Reggio Emilia     | Antimo Martino     | Esonerato               | 15 marzo 2021    | 14ª (7-14)          | Attilio Caja       | 16 marzo 2021    |

## Stagione regolare

### Classifica
Aggiornata al 10 maggio 2021.
|  | Pos. | Squadra                       | PT      | G       | V       | P       | PF      | PS      | Dif     | CC      | SD        |
|  | ---- | ----------------------------- | ------- | ------- | ------- | ------- | ------- | ------- | ------- | ------- | --------- |
|  | 1.   | A\|X Armani Exchange Milano   | 44      | 28      | 22      | 6       | 2385    | 2099    | +286    | 1,136   |           |
|  | 2.   | Happy Casa Brindisi           | 40      | 28      | 20      | 8       | 2395    | 2212    | +183    | 1,083   |           |
|  | 3.   | Virtus Segafredo Bologna      | 38      | 28      | 19      | 9       | 2397    | 2168    | +229    | 1,106   | 2-0 (+20) |
|  | 4.   | Umana Reyer Venezia           | 38      | 28      | 19      | 9       | 2257    | 2142    | +115    | 1,054   | 0-2 (-20) |
|  | 5.   | Banco di Sardegna Sassari     | 36      | 28      | 18      | 10      | 2527    | 2437    | +90     | 1,037   |           |
|  | 6.   | De'Longhi Treviso             | 28      | 28      | 14      | 14      | 2353    | 2468    | -115    | 0,953   | 1-1 (+14) |
|  | 7.   | Allianz Pallacanestro Trieste | 28      | 28      | 14      | 14      | 2253    | 2249    | +4      | 1,002   | 1-1 (-14) |
|  | 8.   | Dolomiti Energia Trentino     | 26      | 28      | 13      | 15      | 2191    | 2228    | -37     | 0,983   |           |
|  | 9.   | Germani Brescia               | 22      | 28      | 11      | 17      | 2299    | 2389    | -90     | 0,962   | 1-1 (+1)  |
|  | 10.  | Vanoli Basket Cremona         | 22      | 28      | 11      | 17      | 2370    | 2395    | -25     | 0,990   | 1-1 (-1)  |
|  | 11.  | UNAHOTELS Reggio Emilia       | 20      | 28      | 10      | 18      | 2122    | 2261    | -139    | 0,939   | 4-2       |
|  | 12.  | Fortitudo Lavoropiù Bologna   | 20      | 28      | 10      | 18      | 2179    | 2291    | -112    | 0,951   | 3-3 (+6)  |
|  | 13.  | Carpegna Prosciutto Pesaro    | 20      | 28      | 10      | 18      | 2271    | 2364    | -93     | 0,961   | 3-3 (-3)  |
|  | 14.  | Openjobmetis Varese           | 20      | 28      | 10      | 18      | 2271    | 2433    | -162    | 0,933   | 2-4       |
|  | 15.  | Acqua S.Bernardo Cantù        | 18      | 28      | 9       | 19      | 2179    | 2313    | -134    | 0,942   |           |
|  | 16.  | Virtus Roma                   | Esclusa | Esclusa | Esclusa | Esclusa | Esclusa | Esclusa | Esclusa | Esclusa | Esclusa   |

      Ammesse ai playoff scudetto.
      Retrocesse in Serie A2
      Esclusa.
  Vincitrice del campionato italiano
  Vincitrice della Supercoppa italiana 2020
  Vincitrice della Coppa Italia 2021
In caso di parità tra due squadre si considera la differenza canestri degli scontri diretti, in caso di scarto nullo si considera il coefficiente canestri (PF/PS). In caso di parità fra tre o più squadre si procede al calcolo della classifica avulsa, prendendo in considerazione come primo elemento il totale degli scontri diretti tra le squadre interne alla classifica avulsa, in caso di parità interna tra due squadre si prosegue con le regole per la parità tra due squadre.
Note:
Con l'abbandono della Virtus Roma tutte le partite di quest'ultima vengono annullate, di conseguenza le squadre che hanno giocato o dovevano giocare contro Roma si vedono assegnati il turno di riposo. Al momento dell'abbandono: 2 vinte e 7 perse in 15ª posizione.

### Risultati
|                   | BOF    | BOV    | BRE    | BRI    | CAN    | CRE     | MIL   | PES    | REG    | ROM    | SAS     | TNT   | TRV    | TRI    | VAR    | VEN   |
| ----------------- | ------ | ------ | ------ | ------ | ------ | ------- | ----- | ------ | ------ | ------ | ------- | ----- | ------ | ------ | ------ | ----- |
| Fortitudo Bologna | —      | 71–91  | 88–78  | 70–95  | 75–68  | 85–71   | 71–82 | 77–79  | 71–68  | canc.  | 79–89   | 93–70 | 87–98  | 69–82  | 83–88  | 76–72 |
| Virtus Bologna    | 81–73  | —      | 89–90  | 88–98  | 84–65  | 92–95   | 68–73 | 100–80 | 67–77  | canc.  | 78–83   | 83–91 | 97–68  | 81–67  | 85–76  | 77–72 |
| Brescia           | 99–85  | 80–81  | —      | 68–74  | 69–74  | 85–89   | 92–99 | 86–84  | 89–79  | 64-70  | 82–94   | 73–80 | 91–94  | 75–63  | 98–83  | 71–69 |
| Brindisi          | 100–74 | 91–85  | 74–71  | —      | 85–71  | 67–78   | 80–71 | 81–92  | 79–70  | 92-67  | 90–97   | 74–73 | 99–83  | 81–74  | 108–84 | 77–89 |
| Cantù             | 67–80  | 82–91  | 89–92  | 71–93  | —      | 92–85   | 71–89 | 81–72  | 71–72  | 101-85 | 106–101 | 75–76 | 83–76  | 73–67  | 97–82  | 67–75 |
| Cremona           | 82–74  | 75–88  | 89–94  | 96–94  | 101–67 | —       | 81–83 | 100–78 | 90–71  | canc.  | 75–95   | 95–87 | 85–86  | 80–101 | 80–67  | 66–83 |
| Milano            | 98–72  | 94–84  | 87–56  | 82–88  | 70–57  | 74–66   | —     | 97–93  | 102–73 | 93-71  | 102–86  | 82–75 | 104–64 | 81–100 | 81–83  | 86–72 |
| Pesaro            | 70–78  | 70–75  | 98–88  | 62–86  | 107–83 | 95–83   | 81–88 | —      | 84–63  | canc.  | 85–95   | 57–71 | 89–97  | 84–74  | 85–78  | 65–78 |
| Reggio Emilia     | 79–69  | 62–89  | 83–67  | 76–80  | 68–78  | 56–85   | 71–87 | 91–79  | —      | canc.  | 78–85   | 83–74 | 98–74  | 70–96  | 95–77  | 65–71 |
| Roma              | 81-76  | canc.  | canc.  | canc.  | canc.  | canc.   | canc. | 69-84  | canc.  | —      | 72-92   | canc. | canc.  | canc.  | canc.  | 71-89 |
| Sassari           | 89–86  | 77–108 | 100–87 | 87–100 | 98–92  | 95–84   | 73–85 | 99–74  | 89–82  | canc.  | —       | 94–76 | 97–93  | 72–74  | 104–82 | 96–88 |
| Trento            | 64–78  | 85–92  | 91–67  | 83–73  | 74–73  | 85–83   | 61–60 | 70–81  | 81–87  | canc.  | 92–78   | —     | 76–82  | 81–69  | 74–77  | 90–84 |
| Treviso           | 84–78  | 72–98  | 87–94  | 90–108 | 89–82  | 101–90  | 77–82 | 91–81  | 78–72  | canc.  | 89–85   | 84–80 | —      | 95–76  | 94–103 | 86–88 |
| Trieste           | 88–82  | 60–77  | 78–81  | 76–79  | 82–79  | 102–77  | 65–87 | 101–88 | 78–69  | canc.  | 82–103  | 92–82 | 84–79  | —      | 108–83 | 69–87 |
| Varese            | 67–79  | 73–85  | 94–89  | 76–74  | 80–90  | 110–105 | 70–96 | 81–68  | 76–89  | 98-88  | 89–74   | 88–70 | 79–80  | 73–79  | —      | 75–77 |
| Venezia           | 92–76  | 68–83  | 94–87  | 75–67  | 80–75  | 88–84   | 69–63 | 72–90  | 95–75  | canc.  | 99–92   | 71–79 | 82–62  | 81–66  | 86–77  | —     |

#### Punteggi in divenire
Aggiornati al 10 maggio 2021.
|                   | 1ª | 2ª | 3ª | 4ª | 5ª | 6ª | 7ª | 8ª | 9ª | 10ª | 11ª | 12ª | 13ª | 14ª | 15ª | 16ª | 17ª | 18ª | 19ª | 20ª | 21ª | 22ª | 23ª | 24ª | 25ª | 26ª | 27ª | 28ª | 29ª | 30ª |
| ----------------- | -- | -- | -- | -- | -- | -- | -- | -- | -- | --- | --- | --- | --- | --- | --- | --- | --- | --- | --- | --- | --- | --- | --- | --- | --- | --- | --- | --- | --- | --- |
| Fortitudo Bologna | A  | 0  | 2  | 2  | 2  | 2  | 2  | 2  | 2  | 2   | 4   | 6   | 8   | 10  | 10  | A   | 12  | 14  | 14  | 14  | 14  | 14  | 16  | 16  | 18  | 18  | 18  | 18  | 20  | 20  |
| Virtus Bologna    | 2  | 4  | 4  | 4  | 6  | 8  | 8  | 10 | 12 | 12  | 14  | 16  | 16  | A   | 18  | 20  | 20  | 22  | 24  | 26  | 28  | 28  | 30  | 32  | 34  | 36  | 38  | 38  | A   | 38  |
| Brescia           | 0  | 0  | 2  | 4  | 4  | A  | 4  | 4  | 4  | 6   | 8   | 10  | 10  | 10  | 10  | 12  | 14  | 14  | 16  | 18  | A   | 18  | 18  | 18  | 18  | 18  | 18  | 18  | 20  | 22  |
| Brindisi          | 0  | A  | 2  | 4  | 6  | 8  | 10 | 12 | 14 | 16  | 18  | 18  | 18  | 20  | 20  | 20  | A   | 22  | 24  | 26  | 28  | 30  | 30  | 32  | 34  | 36  | 38  | 38  | 38  | 40  |
| Cantù             | 0  | 2  | 4  | 4  | 4  | 6  | 6  | 6  | A  | 6   | 6   | 6   | 8   | 8   | 8   | 8   | 8   | 10  | 10  | 12  | 12  | 14  | 14  | A   | 14  | 14  | 16  | 16  | 16  | 18  |
| Cremona           | 0  | 0  | 2  | 4  | 4  | 4  | 6  | 6  | 6  | 8   | A   | 8   | 10  | 12  | 12  | 12  | 12  | 12  | 12  | 14  | 16  | 16  | 16  | 16  | 18  | A   | 20  | 22  | 22  | 22  |
| Milano            | 2  | 4  | 6  | A  | 8  | 10 | 12 | 14 | 16 | 18  | 18  | 20  | 22  | 24  | 26  | 28  | 30  | 30  | A   | 32  | 32  | 34  | 36  | 36  | 36  | 36  | 38  | 40  | 42  | 44  |
| Pesaro            | 0  | 0  | 2  | 2  | A  | 4  | 6  | 6  | 8  | 8   | 8   | 10  | 12  | 12  | 14  | 14  | 16  | 16  | 18  | A   | 18  | 18  | 18  | 18  | 18  | 20  | 20  | 20  | 20  | 20  |
| Reggio Emilia     | 0  | 2  | 2  | 4  | 6  | 8  | 8  | 10 | 10 | 10  | 12  | A   | 12  | 12  | 12  | 12  | 14  | 14  | 14  | 14  | 14  | 14  | 14  | 16  | 16  | 18  | A   | 20  | 20  | 20  |
| Roma              |    |    |    |    |    |    |    |    |    |     |     |     |     |     |     |     |     |     |     |     |     |     |     |     |     |     |     |     |     |     |
| Sassari           | 2  | 2  | A  | 4  | 4  | 6  | 6  | 6  | 8  | 10  | 12  | 12  | 14  | 16  | 18  | 20  | 22  | A   | 24  | 26  | 26  | 28  | 30  | 32  | 32  | 32  | 32  | 34  | 36  | 36  |
| Trento            | 0  | 0  | 0  | 2  | 4  | 4  | 6  | 8  | 8  | 10  | 12  | 12  | A   | 12  | 12  | 12  | 12  | 12  | 12  | 12  | 14  | 14  | 16  | 16  | 18  | 20  | 22  | A   | 24  | 26  |
| Treviso           | 2  | 2  | 2  | 2  | 4  | 4  | 6  | 8  | 8  | 10  | 10  | 10  | 12  | 12  | A   | 14  | 14  | 16  | 16  | 16  | 18  | 20  | 22  | 24  | 26  | 28  | 28  | 28  | 28  | A   |
| Trieste           | 2  | 4  | 4  | 4  | 4  | 4  | 6  | 6  | 8  | A   | 8   | 10  | 10  | 12  | 14  | 16  | 16  | 18  | 18  | 18  | 20  | 22  | 22  | 22  | A   | 22  | 22  | 24  | 26  | 28  |
| Varese            | 2  | 4  | 4  | 4  | 4  | 4  | 4  | A  | 6  | 6   | 6   | 6   | 6   | 6   | 8   | 8   | 8   | 8   | 10  | 10  | 12  | 14  | A   | 16  | 18  | 18  | 18  | 20  | 20  | 20  |
| Venezia           | 2  | 4  | 4  | 6  | 8  | 8  | A  | 10 | 10 | 10  | 10  | 12  | 12  | 14  | 16  | 18  | 20  | 22  | 24  | 24  | 24  | A   | 26  | 28  | 28  | 30  | 32  | 34  | 36  | 38  |

Legenda:
Si assegnano due punti per vittoria e zero per sconfitta. Non è contemplato il pareggio.
       Vittoria
       Sconfitta
       Annullata

#### Classifica in divenire
Aggiornata al 10 maggio 2021.
|                   | 1ª | 2ª | 3ª | 4ª | 5ª | 6ª | 7ª | 8ª | 9ª | 10ª | 11ª | 12ª | 13ª | 14ª | 15ª | 16ª | 17ª | 18ª | 19ª | 20ª | 21ª | 22ª | 23ª | 24ª | 25ª | 26ª | 27ª | 28ª | 29ª | 30ª |
| ----------------- | -- | -- | -- | -- | -- | -- | -- | -- | -- | --- | --- | --- | --- | --- | --- | --- | --- | --- | --- | --- | --- | --- | --- | --- | --- | --- | --- | --- | --- | --- |
| Fortitudo Bologna | 15 | 10 | 7  | 12 | 14 | 15 | 15 | 15 | 15 | 15  | 15  | 15  | 13  | 13  | 13  | 13  | 11  | 11  | 10  | 10  | 11  | 11  | 10  | 10  | 8   | 10  | 13  | 14  | 12  | 12  |
| Virtus Bologna    | 2  | 4  | 2  | 5  | 5  | 3  | 4  | 4  | 3  | 3   | 3   | 3   | 3   | 4   | 4   | 4   | 4   | 4   | 4   | 4   | 3   | 3   | 3   | 3   | 3   | 3   | 3   | 3   | 3   | 3   |
| Brescia           | 9  | 11 | 9  | 9  | 7  | 8  | 14 | 14 | 14 | 14  | 9   | 8   | 10  | 12  | 12  | 12  | 9   | 10  | 8   | 7   | 8   | 9   | 9   | 9   | 12  | 13  | 12  | 13  | 13  | 9   |
| Brindisi          | 10 | 12 | 11 | 6  | 3  | 4  | 2  | 2  | 2  | 2   | 1   | 2   | 2   | 2   | 2   | 2   | 3   | 2   | 2   | 2   | 2   | 2   | 2   | 2   | 2   | 1   | 1   | 2   | 2   | 2   |
| Cantù             | 13 | 8  | 5  | 8  | 9  | 7  | 9  | 9  | 12 | 12  | 13  | 13  | 14  | 14  | 14  | 14  | 14  | 14  | 14  | 14  | 14  | 13  | 14  | 15  | 15  | 15  | 15  | 15  | 15  | 15  |
| Cremona           | 14 | 15 | 13 | 4  | 11 | 14 | 11 | 11 | 11 | 11  | 12  | 12  | 12  | 11  | 10  | 9   | 13  | 13  | 13  | 11  | 10  | 10  | 12  | 13  | 13  | 12  | 9   | 8   | 9   | 10  |
| Milano            | 3  | 1  | 1  | 1  | 1  | 1  | 1  | 1  | 1  | 1   | 2   | 1   | 1   | 1   | 1   | 1   | 1   | 1   | 1   | 1   | 1   | 1   | 1   | 1   | 1   | 2   | 2   | 1   | 1   | 1   |
| Pesaro            | 11 | 14 | 10 | 15 | 15 | 11 | 12 | 12 | 10 | 10  | 10  | 11  | 7   | 7   | 6   | 8   | 6   | 8   | 6   | 6   | 7   | 8   | 8   | 8   | 10  | 9   | 10  | 11  | 11  | 13  |
| Reggio Emilia     | 12 | 7  | 12 | 7  | 4  | 2  | 3  | 3  | 4  | 4   | 4   | 5   | 5   | 10  | 8   | 11  | 8   | 9   | 11  | 12  | 12  | 14  | 15  | 14  | 14  | 14  | 11  | 10  | 10  | 11  |
| Roma              |    |    |    |    |    |    |    |    |    |     |     |     |     |     |     |     |     |     |     |     |     |     |     |     |     |     |     |     |     |     |
| Sassari           | 4  | 6  | 8  | 11 | 13 | 6  | 10 | 10 | 9  | 8   | 6   | 7   | 4   | 3   | 3   | 3   | 2   | 3   | 3   | 3   | 4   | 4   | 4   | 4   | 4   | 5   | 5   | 5   | 5   | 5   |
| Trento            | 8  | 13 | 15 | 14 | 10 | 9  | 6  | 7  | 7  | 5   | 5   | 4   | 8   | 9   | 11  | 10  | 12  | 12  | 12  | 13  | 13  | 12  | 11  | 12  | 11  | 8   | 7   | 9   | 8   | 8   |
| Treviso           | 7  | 9  | 14 | 13 | 8  | 12 | 7  | 6  | 8  | 7   | 8   | 10  | 6   | 8   | 9   | 7   | 10  | 7   | 9   | 9   | 9   | 7   | 7   | 6   | 6   | 6   | 6   | 6   | 6   | 6   |
| Trieste           | 1  | 2  | 4  | 3  | 6  | 10 | 8  | 8  | 6  | 9   | 11  | 9   | 11  | 6   | 7   | 6   | 7   | 6   | 7   | 8   | 6   | 6   | 6   | 7   | 7   | 7   | 8   | 7   | 7   | 7   |
| Varese            | 6  | 5  | 6  | 10 | 12 | 13 | 13 | 13 | 13 | 13  | 14  | 14  | 15  | 15  | 15  | 15  | 15  | 15  | 15  | 15  | 15  | 15  | 13  | 11  | 9   | 11  | 14  | 12  | 14  | 14  |
| Venezia           | 5  | 3  | 3  | 2  | 2  | 5  | 5  | 5  | 5  | 6   | 7   | 6   | 9   | 5   | 5   | 5   | 5   | 5   | 5   | 5   | 5   | 5   | 5   | 5   | 5   | 4   | 4   | 4   | 4   | 4   |

Legenda:
       Prima classificata
       Qualificate ai playoff scudetto
       Retrocesse in Serie A2

## Calendario
Aggiornato al 10 maggio 2021.
| andata (1ª)   | andata (1ª) | 1ª giornata                                          | ritorno (16ª) | ritorno (16ª) |
|               |             |                                                      |               |               |
| 26 set. 20:30 | 84-80       | De'Longhi Treviso-Dolomiti Energia Trentino          | 82-76         | 17 gen. 20:45 |
| annullata     | 81-76       | Virtus Roma-Fortitudo Lavoropiù Bologna              | [ 25 ]        | annullata     |
| 27 set. 17:00 | 94-89 (dts) | Openjobmetis Varese-Germani Brescia                  | 83-98         | 10 feb. 20:00 |
| 27 set. 17:10 | 71-87       | UNAHOTELS Reggio Emilia-A\|X Armani Exchange Milano  | 73-102        | 17 gen. 12:00 |
| 27 set. 17:30 | 102-77      | Allianz Pallacanestro Trieste-Vanoli Basket Cremona  | 101-80        | 17 gen. 15:00 |
| 27 set. 18:30 | 85-95       | Carpegna Prosciutto Pesaro-Banco di Sardegna Sassari | 74-99         | 17 gen. 19:00 |
| 27 set. 19:00 | 84-65       | Virtus Segafredo Bologna-Acqua S.Bernardo Cantù      | 91-82         | 17 gen. 17:00 |
| 27 set. 20:45 | 75-67       | Umana Reyer Venezia-Happy Casa Brindisi              | 89-77         | 17 gen. 17:15 |

| andata (2ª)  | andata (2ª) | 2ª giornata                                             | ritorno (17ª) | ritorno (17ª) |
|              |             |                                                         |               |               |
| 3 ott. 20:30 | 81-87       | Dolomiti Energia Trentino-UNAHOTELS Reggio Emilia       | 74-83         | 23 gen. 19:00 |
| 4 ott. 16:30 | 66-83       | Vanoli Basket Cremona-Umana Reyer Venezia               | 84-88         | 24 gen. 17:00 |
| 4 ott. 17:00 | 104-64      | A\|X Armani Exchange Milano-De'Longhi Treviso           | 82-77         | 24 gen. 12:00 |
| 4 ott. 17:30 | 80-81       | Germani Brescia-Virtus Segafredo Bologna                | 90-89         | 23 gen. 20:00 |
| 4 ott. 18:15 | 72-74       | Banco di Sardegna Sassari-Allianz Pallacanestro Trieste | 103-82        | 24 gen. 19:00 |
| 4 ott. 18:30 | 83-88       | Fortitudo Lavoropiù Bologna-Openjobmetis Varese         | 79-67         | 14 feb. 16:00 |
| annullata    | 92-67       | Happy Casa Brindisi-Virtus Roma                         | [ 25 ]        | annullata     |
| 4 ott. 20:45 | 81-72       | Acqua S.Bernardo Cantù-Carpegna Prosciutto Pesaro       | 83-107        | 24 gen. 16:00 |

| andata (3ª)   | andata (3ª) | 3ª giornata                                               | ritorno (18ª) | ritorno (18ª) |
|               |             |                                                           |               |               |
| 10 ott. 20:00 | 92-95       | Virtus Segafredo Bologna-Vanoli Basket Cremona            | 88-75         | 30 gen. 20:00 |
| 10 ott. 20:30 | 93-70       | Fortitudo Lavoropiù Bologna-Dolomiti Energia Trentino     | 78-64         | 31 gen. 17:30 |
| annullata     | 72-92       | Virtus Roma-Banco di Sardegna Sassari                     | [ 25 ]        | annullata     |
| 11 ott. 17:00 | 65-87       | Allianz Pallacanestro Trieste-A\|X Armani Exchange Milano | 100-81        | 31 gen. 17:00 |
| 11 ott. 17:10 | 72-90       | Umana Reyer Venezia-Carpegna Prosciutto Pesaro            | 78-65         | 31 gen. 20:45 |
| 11 ott. 17:30 | 76-80       | UNAHOTELS Reggio Emilia-Happy Casa Brindisi               | 70-79         | 1 feb. 20:30  |
| 11 ott. 19:00 | 87-94       | De'Longhi Treviso-Germani Brescia                         | 94-91         | 31 gen. 18:00 |
| 11 ott. 20:45 | 80-90       | Openjobmetis Varese-Acqua S.Bernardo Cantù                | 82-97         | 31 gen. 16:00 |

| andata (4ª)   | andata (4ª) | 4ª giornata                                           | ritorno (19ª) | ritorno (19ª) |
|               |             |                                                       |               |               |
| 17 ott. 20:30 | 80-67       | Vanoli Basket Cremona-Openjobmetis Varese             | 105-110 (dts) | 7 feb. 16:00  |
| 17 ott. 20:30 | 57-71       | Carpegna Prosciutto Pesaro-Dolomiti Energia Trentino  | 81-70         | 7 feb. 17:00  |
| 18 ott. 12:00 | 89-86       | Banco di Sardegna Sassari-Fortitudo Lavoropiù Bologna | 89-79         | 6 feb. 20:00  |
| 18 ott. 17:00 | 67-77       | Virtus Segafredo Bologna-UNAHOTELS Reggio Emilia      | 89-62         | 7 feb. 20:45  |
| annullata     | 93-71       | A\|X Armani Exchange Milano-Virtus Roma               | [ 25 ]        | annullata     |
| 18 ott. 18:00 | 67-75       | Acqua S.Bernardo Cantù-Umana Reyer Venezia            | 75-80         | 7 feb. 18:30  |
| 18 ott. 19:00 | 99-83       | Happy Casa Brindisi-De'Longhi Treviso                 | 108-90        | 7 feb. 19:00  |
| 18 ott. 20:45 | 75-63       | Germani Brescia-Allianz Pallacanestro Trieste         | 81-78         | 7 feb. 12:00  |

| andata (5ª)   | andata (5ª) | 5ª giornata                                             | ritorno (20ª) | ritorno (20ª) |
|               |             |                                                         |               |               |
| 24 ott. 20:30 | 73-85       | Openjobmetis Varese-Virtus Segafredo Bologna            | 76-85         | 27 feb. 19:30 |
| 24 ott. 20:30 | 83-67       | UNAHOTELS Reggio Emilia-Germani Brescia                 | 79-89         | 28 feb. 20:45 |
| 25 ott. 17:00 | 71-82       | Fortitudo Lavoropiù Bologna-A\|X Armani Exchange Milano | 72-98         | 28 feb. 17:00 |
| 25 ott. 17:30 | 99-92       | Umana Reyer Venezia-Banco di Sardegna Sassari           | 88-96         | 27 feb. 20:00 |
| annullata     | 69-84       | Virtus Roma-Carpegna Prosciutto Pesaro                  | [ 25 ]        | annullata     |
| 25 ott. 19:30 | 76-79       | Allianz Pallacanestro Trieste-Happy Casa Brindisi       | 74-81         | 27 feb. 20:30 |
| 25 ott. 20:45 | 85-83 (dts) | Dolomiti Energia Trentino-Vanoli Basket Cremona         | 87-95         | 28 feb. 12:00 |
| 18 nov. 18:00 | 89-83       | De'Longhi Treviso-Acqua S.Bernardo Cantù                | 76-83         | 28 feb. 18:30 |

| andata (6ª)   | andata (6ª) | 6ª giornata                                           | ritorno (21ª) | ritorno (21ª) |
|               |             |                                                       |               |               |
| annullata     | 64-70       | Germani Brescia-Virtus Roma                           | [ 25 ]        | annullata     |
| 16 dic. 20:00 | 73-67       | Acqua S.Bernardo Cantù-Allianz Pallacanestro Trieste  | 79-82         | 7 mar. 20:45  |
| 1 nov. 18:00  | 95-83       | Carpegna Prosciutto Pesaro-Vanoli Basket Cremona      | 78-100        | 7 mar. 18:00  |
| 1 nov. 17:00  | 68-83       | Umana Reyer Venezia-Virtus Segafredo Bologna          | 72-77         | 6 mar. 20:00  |
| 1 nov. 17:30  | 82-75       | A\|X Armani Exchange Milano-Dolomiti Energia Trentino | 60-61         | 7 mar. 17:00  |
| 3 dic. 20:30  | 98-74       | UNAHOTELS Reggio Emilia-De'Longhi Treviso             | 72-78         | 7 mar. 19:00  |
| 1 nov. 19:00  | 104-82      | Banco di Sardegna Sassari-Openjobmetis Varese         | 74-89         | 6 mar. 19:00  |
| 1 nov. 20:45  | 100-74      | Happy Casa Brindisi-Fortitudo Lavoropiù Bologna       | 95-70         | 7 mar. 12:00  |

| andata (7ª)  | andata (7ª) | 7ª giornata                                           | ritorno (22ª) | ritorno (22ª) |
|              |             |                                                       |               |               |
| 7 nov. 20:00 | 88-98       | Virtus Segafredo Bologna-Happy Casa Brindisi          | 85-91         | 13 mar. 20:00 |
| 8 nov. 17:00 | 87-56       | A\|X Armani Exchange Milano-Germani Brescia           | 99-92         | 14 mar. 17:30 |
| 9 dic. 19:30 | 101-67      | Vanoli Basket Cremona-Acqua S.Bernardo Cantù          | 85-92         | 14 mar. 19:00 |
| 7 nov. 20:30 | 87-98       | Fortitudo Lavoropiù Bologna-De'Longhi Treviso         | 78-84         | 14 mar. 20:45 |
| 7 nov. 20:00 | 92-78       | Dolomiti Energia Trentino-Banco di Sardegna Sassari   | 76-94         | 21 apr. 20:30 |
| annullata    | 71-89       | Virtus Roma-Umana Reyer Venezia                       | [ 25 ]        | annullata     |
| 5 gen. 20:00 | 78-69       | Allianz Pallacanestro Trieste-UNAHOTELS Reggio Emilia | 96-70         | 13 mar. 19:00 |
| 8 nov. 20:45 | 85-78       | Carpegna Prosciutto Pesaro-Openjobmetis Varese        | 68-81         | 14 mar. 17:00 |

| andata (8ª)   | andata (8ª) | 8ª giornata                                         | ritorno (23ª) | ritorno (23ª) |
|               |             |                                                     |               |               |
| 30 dic. 18:15 | 100-80      | Virtus Segafredo Bologna-Carpegna Prosciutto Pesaro | 75-70         | 20 mar. 20:00 |
| 15 nov. 12:00 | 87-100      | Banco di Sardegna Sassari-Happy Casa Brindisi       | 97-90         | 5 mag 20:30   |
| 15 nov. 20:45 | 73-80       | Germani Brescia-Dolomiti Energia Trentino           | 67-91         | 20 mar. 19:00 |
| 23 dic. 18:15 | 81-66       | Umana Reyer Venezia-Allianz Pallacanestro Trieste   | 87-69         | 21 mar. 20:45 |
| annullata     | 98-88       | Openjobmetis Varese-Virtus Roma                     | [ 25 ]        | annullata     |
| 15 nov. 18:00 | 71-89       | Acqua S.Bernardo Cantù-A\|X Armani Exchange Milano  | 57-70         | 21 mar. 18:00 |
| 16 dic. 20:30 | 79-69       | UNAHOTELS Reggio Emilia-Fortitudo Lavoropiù Bologna | 68-71         | 19 mar. 20:30 |
| 16 dic. 19:00 | 101-90      | De'Longhi Treviso-Vanoli Basket Cremona             | 86-85         | 21 mar. 17:00 |

| andata (9ª)   | andata (9ª) | 9ª giornata                                          | ritorno (24ª) | ritorno (24ª) |
|               |             |                                                      |               |               |
| annullata     | 101-85      | Acqua S.Bernardo Cantù-Virtus Roma                   | [ 25 ]        | annullata     |
| 22 nov. 19:00 | 74-77       | Dolomiti Energia Trentino-Openjobmetis Varese        | 70-88         | 28 mar. 18:00 |
| 30 dic. 20:00 | 84-79       | Allianz Pallacanestro Trieste-De'Longhi Treviso      | 76-95         | 28 mar. 19:00 |
| 22 nov. 20:45 | 84-63       | Carpegna Prosciutto Pesaro-UNAHOTELS Reggio Emilia   | 79-91         | 29 mar. 20:30 |
| 22 nov. 16:00 | 86-72       | A\|X Armani Exchange Milano-Umana Reyer Venezia      | 63-69         | 28 mar. 17:30 |
| 23 dic. 16:00 | 75-95       | Vanoli Basket Cremona-Banco di Sardegna Sassari      | 84-95         | 27 mar. 20:00 |
| 22 nov. 18:00 | 71-91       | Fortitudo Lavoropiù Bologna-Virtus Segafredo Bologna | 73-81         | 28 mar. 20:45 |
| 22 nov. 19:30 | 74-71       | Happy Casa Brindisi-Germani Brescia                  | 74-68         | 28 mar. 12:00 |

| andata (10ª) | andata (10ª) | 10ª giornata                                       | ritorno (25ª) | ritorno (25ª) |
|              |              |                                                    |               |               |
| 6 dic. 16:00 | 78-83        | Virtus Segafredo Bologna-Banco di Sardegna Sassari | 108-77        | 3 apr. 20:45  |
| 5 dic. 20:00 | 99-85        | Germani Brescia-Fortitudo Lavoropiù Bologna        | 78-88         | 3 apr. 19:00  |
| 6 dic. 18:00 | 85-71        | Happy Casa Brindisi-Acqua S.Bernardo Cantù         | 93-71         | 3 apr. 17:00  |
| 6 dic. 17:00 | 71-79        | Umana Reyer Venezia-Dolomiti Energia Trentino      | 84-90 (dts)   | 3 apr. 16:30  |
| 6 dic. 17:30 | 70-96        | Openjobmetis Varese-A\|X Armani Exchange Milano    | 83-81         | 5 apr. 18:15  |
| 6 dic. 19:00 | 56-85        | UNAHOTELS Reggio Emilia-Vanoli Basket Cremona      | 71-90         | 3 apr. 18:00  |
| annullata    | [ 25 ]       | Virtus Roma-Allianz Pallacanestro Trieste          | [ 25 ]        | annullata     |
| 6 dic. 17:30 | 91-81        | De'Longhi Treviso-Carpegna Prosciutto Pesaro       | 97-89         | 3 apr. 17:30  |

| andata (11ª)  | andata (11ª) | 11ª giornata                                           | ritorno (26ª) | ritorno (26ª) |
|               |              |                                                        |               |               |
| 13 dic. 16:00 | 97-93        | Banco di Sardegna Sassari-De'Longhi Treviso            | 85-89         | 11 apr. 12:00 |
| 13 dic. 16:30 | 71-69        | Germani Brescia-Umana Reyer Venezia                    | 87-94         | 11 apr. 18:00 |
| 13 dic. 17:00 | 82-88        | A\|X Armani Exchange Milano-Happy Casa Brindisi        | 71-80         | 11 apr. 20:45 |
| annullata     | [ 25 ]       | Vanoli Basket Cremona-Virtus Roma                      | [ 25 ]        | annullata     |
| 13 dic. 18:30 | 76-89        | Openjobmetis Varese-UNAHOTELS Reggio Emilia            | 77-95         | 11 apr. 17:00 |
| 13 dic. 19:00 | 74-73        | Dolomiti Energia Trentino-Acqua S.Bernardo Cantù       | 76-75         | 11 apr. 19:30 |
| 13 dic. 18:00 | 60-77        | Allianz Pallacanestro Trieste-Virtus Segafredo Bologna | 67-81         | 11 apr. 20:30 |
| 12 dic. 20:30 | 70-78        | Carpegna Prosciutto Pesaro-Fortitudo Lavoropiù Bologna | 79-77         | 10 apr. 20:00 |
|               |              |                                                        |               |               |

| andata (12ª)  | andata (12ª) | 12ª giornata                                            | ritorno (27ª) | ritorno (27ª) |
|               |              |                                                         |               |               |
| 20 dic. 17:00 | 102-86       | A\|X Armani Exchange Milano-Banco di Sardegna Sassari   | 85-73         | 14 apr. 20:45 |
| 20 dic. 18:30 | 85-71        | Fortitudo Lavoropiù Bologna-Vanoli Basket Cremona       | 74-82         | 14 apr. 19:00 |
| 19 dic. 20:00 | 81-92        | Happy Casa Brindisi-Carpegna Prosciutto Pesaro          | 86-62         | 14 apr. 18:00 |
| 20 dic. 18:00 | 86-77        | Umana Reyer Venezia-Openjobmetis Varese                 | 77-75         | 14 apr. 18:30 |
| 20 dic. 19:00 | 89-92 (dts)  | Acqua S.Bernardo Cantù-Germani Brescia                  | 74-69         | 14 apr. 19:30 |
| annullata     | [ 25 ]       | Virtus Roma-UNAHOTELS Reggio Emilia                     | [ 25 ]        | annullata     |
| 20 dic. 17:30 | 72-98        | De'Longhi Treviso-Virtus Segafredo Bologna              | 68-97         | 21 apr. 20:00 |
| 20 dic. 20:45 | 92-82        | Allianz Pallacanestro Trieste-Dolomiti Energia Trentino | 69-81         | 14 apr. 20:00 |

| andata (13ª)  | andata (13ª) | 13ª giornata                                             | ritorno (28ª) | ritorno (28ª) |
|               |              |                                                          |               |               |
| 27 dic. 17:15 | 68-73        | Virtus Segafredo Bologna-A\|X Armani Exchange Milano     | 84-94         | 17 apr. 20:15 |
| 27 dic. 12:00 | 100-87       | Banco di Sardegna Sassari-Germani Brescia                | 94-82         | 18 apr. 12:00 |
| 27 dic. 20:00 | 96-94        | Vanoli Basket Cremona-Happy Casa Brindisi                | 78-67         | 18 apr. 20:45 |
| 27 dic. 18:00 | 76-72        | Fortitudo Lavoropiù Bologna-Umana Reyer Venezia          | 76-92         | 18 apr. 18:00 |
| 27 dic. 17:00 | 79-80        | Openjobmetis Varese-De'Longhi Treviso                    | 103-94        | 18 apr. 18:30 |
| annullata     | [ 25 ]       | Dolomiti Energia Trentino-Virtus Roma                    | [ 25 ]        | annullata     |
| 26 dic. 20:30 | 68-78        | UNAHOTELS Reggio Emilia-Acqua S.Bernardo Cantù           | 72-71         | 18 apr. 19:30 |
| 27 dic. 16:00 | 84-74        | Carpegna Prosciutto Pesaro-Allianz Pallacanestro Trieste | 88-101        | 18 apr. 17:00 |

| andata (14ª)  | andata (14ª) | 14ª giornata                                           | ritorno (29ª) | ritorno (29ª) |
|               |              |                                                        |               |               |
| annullata     | [ 25 ]       | Virtus Segafredo Bologna-Virtus Roma                   | [ 25 ]        | annullata     |
| 3 gen. 20:45  | 85-89        | Germani Brescia-Vanoli Basket Cremona                  | 94-89         | 25 apr. 20:30 |
| 3 gen. 18:00  | 97-93        | A\|X Armani Exchange Milano-Carpegna Prosciutto Pesaro | 88-81         | 25 apr. 12:00 |
| 3 gen. 19:00  | 74-73        | Happy Casa Brindisi-Dolomiti Energia Trentino          | 73-83         | 8 mag. 20:30  |
| 2 gen. 20:00  | 67-80        | Acqua S.Bernardo Cantù-Fortitudo Lavoropiù Bologna     | 68-75         | 25 apr. 20:30 |
| 3 gen. 17:00  | 78-85 (dts)  | UNAHOTELS Reggio Emilia-Banco di Sardegna Sassari      | 82-89         | 25 apr. 20:30 |
| 3 gen. 17:30  | 86-88        | De'Longhi Treviso-Umana Reyer Venezia                  | 62-82         | 25 apr. 20:30 |
| 27 gen. 18:00 | 108-83       | Allianz Pallacanestro Trieste-Openjobmetis Varese      | 79-73         | 25 apr. 20:30 |

| andata (15ª)  | andata (15ª) | 15ª giornata                                              | ritorno (30ª) | ritorno (30ª) |
|               |              |                                                           |               |               |
| 10 gen. 19:00 | 98-92        | Banco di Sardegna Sassari-Acqua S.Bernardo Cantù          | 101-106       | 10 mag. 20:45 |
| 19 gen. 17:00 | 81-83        | Vanoli Basket Cremona-A\|X Armani Exchange Milano         | 66-74         | 10 mag. 20:45 |
| 10 gen. 17:30 | 69-82        | Fortitudo Lavoropiù Bologna-Allianz Pallacanestro Trieste | 82-88         | 10 mag. 20:45 |
| 10 gen. 20:45 | 95-75        | Umana Reyer Venezia-UNAHOTELS Reggio Emilia               | 71-65         | 10 mag. 20:45 |
| 4 feb. 17:30  | 76-74        | Openjobmetis Varese-Happy Casa Brindisi                   | 84-108        | 10 mag. 20:45 |
| 9 gen. 20:00  | 85-92        | Dolomiti Energia Trentino-Virtus Segafredo Bologna        | 91-83         | 10 mag. 20:45 |
| annullata     | [ 25 ]       | Virtus Roma-De'Longhi Treviso                             | [ 25 ]        | annullata     |
| 10 gen. 18:00 | 98-88        | Carpegna Prosciutto Pesaro-Germani Brescia                | 84-86         | 10 mag. 20:45 |

## Playoff
Le serie dei quarti di finale e di semifinale sono al meglio delle cinque gare. Gara1, gara2 e l'eventuale gara5 sono in casa della meglio classificata. La finale è al meglio delle sette gare: gara1 e gara2 sono in casa della meglio classificata come l'eventuali gara5 e gara7.

### Tabellone
|  | Quarti di finale | Quarti di finale | Quarti di finale | Quarti di finale | Quarti di finale | Quarti di finale | Quarti di finale |    |               | Semifinali     | Semifinali | Semifinali | Semifinali | Semifinali | Semifinali | Semifinali |  |  | Finale | Finale         | Finale | Finale | Finale | Finale | Finale | Finale | Finale |
|  |                  |                  |                  |                  |                  |                  |                  |    |               |                |            |            |            |            |            |            |  |  |        |                |        |        |        |        |        |        |        |
|  | 1                | Olimpia Milano   | 88               | 93               | 74               | –                | –                |    |               |                |            |            |            |            |            |            |  |  |        |                |        |        |        |        |        |        |        |
|  | 8                | Aquila Trento    | 62               | 79               | 65               | –                | –                |    |               |                |            |            |            |            |            |            |  |  |        |                |        |        |        |        |        |        |        |
|  | 8                | Aquila Trento    | 62               | 79               | 65               | –                | –                |    | 1             | Olimpia Milano | 81         | 99         | 93         | –          | –          |            |  |  |        |                |        |        |        |        |        |        |        |
|  |                  |                  |                  |                  |                  |                  |                  |    | 1             | Olimpia Milano | 81         | 99         | 93         | –          | –          |            |  |  |        |                |        |        |        |        |        |        |        |
|  |                  | 4                | Reyer Venezia    | 79               | 65               | 83               | –                | –  |               |                |            |            |            |            |            |            |  |  |        |                |        |        |        |        |        |        |        |
|  | 4                | 4                | Reyer Venezia    | 79               | 65               | 83               | –                | –  | Reyer Venezia | 92             | 83         | 60         | 73         | 93         |            |            |  |  |        |                |        |        |        |        |        |        |        |
|  | 4                |                  |                  |                  |                  |                  |                  |    | Reyer Venezia | 92             | 83         | 60         | 73         | 93         |            |            |  |  |        |                |        |        |        |        |        |        |        |
|  | 5                | Dinamo Sassari   | 91               | 78               | 75               | 86               | 91               |    |               |                |            |            |            |            |            |            |  |  |        |                |        |        |        |        |        |        |        |
|  |                  |                  |                  |                  |                  |                  |                  |    |               |                |            |            |            |            |            |            |  |  | 1      | Olimpia Milano | 77     | 72     | 58     | 62     | –      | –      | –      |
|  |                  |                  | 3                | Virtus Bologna   | 83               | 83               | 76               | 73 | –             | –              | –          |            |            |            |            |            |  |  |        |                |        |        |        |        |        |        |        |
|  | 3                | Virtus Bologna   | 91               | 88               | 105              | –                | –                |    |               |                |            |            |            |            |            |            |  |  |        |                |        |        |        |        |        |        |        |
|  | 6                | Universo Treviso | 72               | 83               | 100              | –                | –                |    |               |                |            |            |            |            |            |            |  |  |        |                |        |        |        |        |        |        |        |
|  | 6                | Universo Treviso | 72               | 83               | 100              | –                | –                |    | 3             | Virtus Bologna | 73         | 83         | 78         | –          | –          |            |  |  |        |                |        |        |        |        |        |        |        |
|  |                  |                  |                  |                  |                  |                  |                  |    | 3             | Virtus Bologna | 73         | 83         | 78         | –          | –          |            |  |  |        |                |        |        |        |        |        |        |        |
|  |                  | 2                | N.B. Brindisi    | 66               | 74               | 75               | –                | –  |               |                |            |            |            |            |            |            |  |  |        |                |        |        |        |        |        |        |        |
|  | 2                | 2                | N.B. Brindisi    | 66               | 74               | 75               | –                | –  | N.B. Brindisi | 85             | 86         | 79         | –          | –          |            |            |  |  |        |                |        |        |        |        |        |        |        |
|  | 2                |                  |                  |                  |                  |                  |                  |    | N.B. Brindisi | 85             | 86         | 79         | –          | –          |            |            |  |  |        |                |        |        |        |        |        |        |        |
|  | 7                | Pall. Trieste    | 64               | 54               | 77               | –                | –                |    |               |                |            |            |            |            |            |            |  |  |        |                |        |        |        |        |        |        |        |

### Quarti di finale

#### Milano - Trento
| Arbitri: | Manuel Mazzoni (Grosseto) Andrea Bongiorni (Pisa) Gianluca Capotorto (Roma) |

|                               |            |                                 |
| Shields 16 Punter 13 Hines 12 | Punti      | 16 Browne 12 Williams 10 Morgan |
| Hines, Rodríguez, Shields 4   | Assist     | 5 Sanders                       |
| Hines, Moraschini 7           | Rimbalzi   | 6 Williams                      |
| Ettore Messina                | Allenatori | Emanuele Molin                  |

| Arbitri: | Roberto Begnis (Cremona) Lorenzo Baldini (Firenze) Martino Galasso (Siena) |

|                                             |            |                                 |
| LeDay 19 Moraschini, Rodríguez 15 Punter 12 | Punti      | 17 Morgan 15 Williams 13 Browne |
| Rodríguez 7                                 | Assist     | 6 Browne                        |
| Biligha 6                                   | Rimbalzi   | 8 Williams                      |
| Ettore Messina                              | Allenatori | Emanuele Molin                  |

| Arbitri: | Saverio Lanzarini (Bologna) Mark Bartoli (Trieste) Christian Borgo (Vicenza) |

|                                 |            |                                 |
| Williams 16 Martin 13 Morgan 12 | Punti      | 14 Punter 13 Moraschini 11 Roll |
| Sanders 4                       | Assist     | 4 Delaney, Rodríguez            |
| Martin, Williams 8              | Rimbalzi   | 9 Moraschini                    |
| Emanuele Molin                  | Allenatori | Ettore Messina                  |

#### Venezia - Sassari
| Arbitri: | Saverio Lanzarini (Bologna) Alessandro Vicino (Bologna) Fabrizio Paglialunga (Taranto) |

|                                          |            |                                 |
| Chappell 19 De Nicolao, Stone 15 Daye 12 | Punti      | 19 Bilan 15 Bendžius 14 Gentile |
| De Nicolao 6                             | Assist     | 4 Spissu                        |
| Stone 8                                  | Rimbalzi   | 11 Bilan                        |
| Walter De Raffaele                       | Allenatori | Edoardo Casalone                |

| Arbitri: | Carmelo Paternicò (Enna) Beniamino Manuel Attard (Siracusa) Denny Borgioni (Roma) |

|                                |            |                                                  |
| Tonut 25 Watt 20 De Nicolao 12 | Punti      | 14 Happ 13 Burnell, Gentile, Krušlin 12 Bendžius |
| Stone, Watt 4                  | Assist     | 5 Spissu                                         |
| Watt 7                         | Rimbalzi   | 9 Bendžius, Burnell, Gentile                     |
| Walter De Raffaele             | Allenatori | Gianmarco Pozzecco                               |

| Arbitri: | Tolga Ozge Sahin (Messina) Carmelo Lo Guzzo (Palermo) Andrea Bongiorni (Pisa) |

|                                               |            |                             |
| Bendžius, Spissu 13 Burnell, Happ 11 Bilan 10 | Punti      | 17 Tonut 12 Daye 8 Jerrells |
| Burnell, Spissu 4                             | Assist     | 3 Daye, Tonut               |
| Bilan 7                                       | Rimbalzi   | 7 Daye, Stone               |
| Gianmarco Pozzecco                            | Allenatori | Walter De Raffaele          |

| Arbitri: | Michele Rossi (Arezzo) Alessandro Martolini (Roma) Guido Giovannetti (Terni) |

|                                |            |                                 |
| Bendžius 25 Spissu 20 Katić 13 | Punti      | 14 Jerrells 13 Watt 11 Chappell |
| Spissu 5                       | Assist     | 5 Chappell                      |
| Burnell 8                      | Rimbalzi   | 9 Chappell                      |
| Gianmarco Pozzecco             | Allenatori | Walter De Raffaele              |

| Arbitri: | Manuel Mazzoni (Grosseto) Mark Bartoli (Trieste) Denny Borgioni (Roma) |

|                           |            |                                 |
| Daye 20 Stone 16 Tonut 15 | Punti      | 26 Bilan 16 Bendžius 15 Krušlin |
| Tonut 4                   | Assist     | 5 Spissu, Gentile               |
| Tonut 7                   | Rimbalzi   | 9 Bendžius                      |
| Walter De Raffaele        | Allenatori | Gianmarco Pozzecco              |

#### Bologna - Treviso
| Arbitri: | Tolga Ozge Sahin (Messina) Mark Bartoli (Trieste) Alessandro Nicolini (Palermo) |

|                                  |            |                                    |
| Gamble 17 Belinelli 16 Hunter 14 | Punti      | 18 Logan 13 Sokołowski 12 Mekowulu |
| Teodosić 9                       | Assist     | 4 Sokołowski                       |
| Ricci 8                          | Rimbalzi   | 8 Mekowulu                         |
| Aleksandar Đorđević              | Allenatori | Massimiliano Menetti               |

| Arbitri: | Manuel Mazzoni (Grosseto) Guido Giovannetti (Terni) Giulio Pepponi (Perugia) |

|                                    |            |                                 |
| Belinelli 24 Teodosić 15 Hunter 14 | Punti      | 23 Mekowulu 15 Russell 13 Imbrò |
| Teodosić 8                         | Assist     | 7 Sokołowski                    |
| Hunter 12                          | Rimbalzi   | 8 Sokołowski                    |
| Aleksandar Đorđević                | Allenatori | Massimiliano Menetti            |

| Arbitri: | Roberto Begnis (Cremona) Denny Borgioni (Roma) Denis Quarta (Torino) |

|                                 |            |                                   |
| Logan 25 Russell 19 Mekowulu 16 | Punti      | 25 Pajola 17 Teodosić 11 Marković |
| Logan, Russell 6                | Assist     | 7 Pajola, Teodosić                |
| Mekowulu 7                      | Rimbalzi   | 9 Ricci                           |
| Massimiliano Menetti            | Allenatori | Aleksandar Đorđević               |

#### Brindisi - Trieste
| Arbitri: | Carmelo Lo Guzzo (Pisa) Denis Quarta (Torino) Christian Borgo (Vicenza) |

|                                 |            |                                     |
| Harrison 16 Bostic 14 Willis 13 | Punti      | 12 Doyle 11 Upson 9 Delía, Gražulis |
| Thompson 6                      | Assist     | 2 Da Ros, Doyle                     |
| Perkins 10                      | Rimbalzi   | 6 Alviti                            |
| Francesco Vitucci               | Allenatori | Eugenio Dalmasson                   |

| Arbitri: | Michele Rossi (Arezzo) Alessandro Martolini (Roma) Giacomo Dori (Venezia) |

|                                  |            |                            |
| Perkins 17 Gaspardo 16 Willis 11 | Punti      | 14 Alviti 11 Upson 8 Doyle |
| Harrison 7                       | Assist     | 3 Cavaliero, Fernández     |
| Krubally 10                      | Rimbalzi   | 4 Delía, Henry, Upson      |
| Francesco Vitucci                | Allenatori | Eugenio Dalmasson          |

| Arbitri: | Carmelo Paternicò (Enna) Alessandro Vicino (Bologna) Alessandro Nicolini (Palermo) |

|                                  |            |                                  |
| Henry 22 Cavaliero 11 Gražulis 9 | Punti      | 19 Perkins 15 Willis 13 Thompson |
| Delía 3                          | Assist     | 5 Thompson                       |
| Delía, Henry, Upson 7            | Rimbalzi   | 8 Willis                         |
| Eugenio Dalmasson                | Allenatori | Francesco Vitucci                |

### Semifinali

#### Milano - Venezia
| Arbitri: | Saverio Lanzarini (Bologna) Alessandro Vicino (Bologna) Andrea Bongiorni (Pisa) |

|                                          |            |                          |
| Shields 25 Punter, Rodríguez 13, LeDay 8 | Punti      | 18 Tonut 16 Watt 14 Daye |
| Hines 4                                  | Assist     | 3 Daye                   |
| Hines 9                                  | Rimbalzi   | 10 Watt                  |
| Ettore Messina                           | Allenatori | Walter De Raffaele       |

| Arbitri: | Michele Rossi (Arezzo) Guido Giovannetti (Terni) Denis Quarta (Torino) |

|                                        |            |                          |
| Delaney 20 Rodríguez 14 LeDay, Roll 12 | Punti      | 15 Watt 12 Daye 10 Tonut |
| Rodriguez 7                            | Assist     | 3 De Nicolao             |
| Moraschini 7                           | Rimbalzi   | 7 Watt                   |
| Ettore Messina                         | Allenatori | Walter De Raffaele       |

| Arbitri: | Roberto Begnis (Cremona) Alessandro Martolini (Roma) Lorenzo Baldini (Firenze) |

|                             |            |                                      |
| Daye 22 Watt 19 Chappell 12 | Punti      | 19 Punter 17 Hines 16 LeDay, Shields |
| De Nicolao, Stone, Tonut 2  | Assist     | 5 Delaney, Rodríguez                 |
| Daye, Stone, Tonut 5        | Rimbalzi   | 7 LeDay                              |
| Walter De Raffaele          | Allenatori | Ettore Messina                       |

#### Brindisi - Bologna
| Arbitri: | Carmelo Paternicò (Enna) Beniamino Manuel Attard (Siracusa) Fabrizio Paglialunga (Taranto) |

|                                                   |            |                                   |
| Willis 15 Bostic, Perkins, Thompson 12 Harrison 6 | Punti      | 24 Teodosić 16 Belinelli 8 Gamble |
| Thompson 4                                        | Assist     | 4 Teodosić                        |
| Willis 13                                         | Rimbalzi   | 7 Gamble                          |
| Francesco Vitucci                                 | Allenatori | Aleksandar Đorđević               |

| Arbitri: | Tolga Ozge Sahin (Messina) Carmelo Lo Guzzo (Pisa) Lorenzo Baldini (Firenze) |

|                                  |            |                                           |
| Harrison 16 Perkins 15 Willis 12 | Punti      | 16 Belinelli, Teodosić 15 Ricci 10 Gamble |
| Thompson 5                       | Assist     | 5 Marković                                |
| Willis 8                         | Rimbalzi   | 11 Ricci                                  |
| Francesco Vitucci                | Allenatori | Aleksandar Đorđević                       |

| Arbitri: | Manuel Mazzoni (Grosseto) Mark Bartoli (Trieste) Denny Borgioni (Roma) |

|                                          |            |                                     |
| Teodosić 29 Belinelli, Gamble 11 Weems 9 | Punti      | 15 Harrison 14 Gaspardo 11 Thompson |
| Marković, Teodosić 5                     | Assist     | 5 Thompson                          |
| Weems 7                                  | Rimbalzi   | 9 Harrison, Willis                  |
| Aleksandar Đorđević                      | Allenatori | Francesco Vitucci                   |

### Finale

#### Milano - Bologna
| Arbitri: | Tolga Ozge Sahin (Messina) Carmelo Lo Guzzo (Pisa) Guido Giovannetti (Terni) |

|                                         |            |                                  |
| LeDay, Rodríguez 16 Datome 15 Punter 12 | Punti      | 19 Teodosić 15 Weems 9 Belinelli |
| LeDay 4                                 | Assist     | 7 Teodosić                       |
| Hines 9                                 | Rimbalzi   | 6 Marković                       |
| Ettore Messina                          | Allenatori | Aleksandar Đorđević              |

| Arbitri: | Carmelo Paternicò (Enna) Beniamino Manuel Attard (Siracusa) Fabrizio Paglialunga (Taranto) |

|                                   |            |                                         |
| Shields 16 Rodríguez 13 Punter 12 | Punti      | 21 Teodosić 15 Ricci 13 Belinelli       |
| Delaney 4                         | Assist     | 5 Teodosić                              |
| Datome, Delaney 6                 | Rimbalzi   | 4 Alibegović, Marković, Ricci, Teodosić |
| Ettore Messina                    | Allenatori | Aleksandar Đorđević                     |

| Arbitri: | Roberto Begnis (Cremona) Lorenzo Baldini (Firenze) Mark Bartoli (Trieste) |

|                                |            |                                      |
| Weems 23 Teodosić 12 Pajola 10 | Punti      | 14 Datome, Shields 11 Punter 8 Micov |
| Teodosić 6                     | Assist     | 3 Rodríguez                          |
| Weems 10                       | Rimbalzi   | 5 Datome, Punter, Shields            |
| Aleksandar Đorđević            | Allenatori | Ettore Messina                       |

| Arbitri: | Manuel Mazzoni (Grosseto) Alessandro Martolini (Roma) Denny Borgioni (Roma) |

|                                   |            |                                       |
| Belinelli 15 Weems 14 Teodosić 10 | Punti      | 16 Shields 11 Punter 10 Hines, Datome |
| Teodosić 6                        | Assist     | 3 Rodríguez                           |
| Pajola, Abass 5                   | Rimbalzi   | 10 Shields                            |
| Aleksandar Đorđević               | Allenatori | Ettore Messina                        |

## Verdetti

### Squadra campione
- Campione d'Italia:  Virtus Segafredo Bologna (16º titolo)

| Maglia | Giocatori | Presenze (playoff) | Punti (playoff) |
| --- | --------- | ------------------ | --------------- |
| Virtus Bologna                                                                                                  |           |                    |                 |
| Julian Gamble                                                                                                   | 28 (+10)  | 284 (+75)          |                 |
| Giampaolo Ricci                                                                                                 | 28 (+10)  | 178 (+79)          |                 |
| Miloš Teodosić                                                                                                  | 27 (+10)  | 342 (+174)         |                 |
| Kyle Weems | 27 (+7)   | 253 (+76)          |                 |
| Vince Hunter | 27 (+10)  | 245 (+74)          |                 |
| Josh Adams | 27 (+5)   | 188 (+9)           |                 |
| Amar Alibegović                                                                                                 | 27 (+10)  | 138 (+50)          |                 |
| Awudu Abass | 26 (+10)  | 174 (+43)          |                 |
| Stefan Marković                                                                                                 | 23 (+10)  | 130 (+48)          |                 |
| Amedeo Tessitori                                                                                                | 23        | 99                 |                 |
| Alessandro Pajola                                                                                               | 19 (+10)  | 114 (+68)          |                 |
| Marco Belinelli                                                                                                 | 15 (+10)  | 226 (+137)         |                 |
| Allenatore: Aleksandar Đorđević                                                                                 |           |                    |                 |
| Altri giocatori: Lorenzo Deri (presenze: 10+1, punti: 8+0), Stefan Nikolić (4+1, 18+0), Matteo Barbieri (1, 0). |           |                    |                 |

### Altri verdetti
- Retrocessioni in Serie A2: Pallacanestro Cantù
- Coppa Italia: Olimpia Milano
- Supercoppa italiana: Olimpia Milano

## Statistiche Stagione regolare

### Statistiche individuali
Aggiornato al 10 maggio 2021.

#### Punti a partita
| Rank | Giocatore         | Squadra          | PPG  |
| ---- | ----------------- | ---------------- | ---- |
| 1.   | D'Angelo Harrison | N.B. Brindisi    | 18.4 |
| 2.   | JaCorey Williams  | Aquila Trento    | 18.2 |
| 3.   | Luis Scola        | Pall. Varese     | 17.8 |
| 2.   | David Logan       | Universo Treviso | 17.3 |
| 5.   | Eimantas Bendžius | Dinamo Sassari   | 16.9 |

#### Assist
| Rank | Giocatore        | Squadra        | APG |
| ---- | ---------------- | -------------- | --- |
| 1.   | Giuseppe Poeta   | Vanoli Cremona | 6.8 |
| 2.   | Miloš Teodosić   | Virtus Bologna | 6.7 |
| 3.   | Gary Browne      | Aquila Trento  | 5.6 |
| 4.   | Darius Thompson  | N.B. Brindisi  | 5.6 |
| 5.   | Sergio Rodríguez | Olimpia Milano | 5.5 |

#### Rimbalzi
| Rank | Giocatore       | Squadra        | RPG |
| ---- | --------------- | -------------- | --- |
| 1.   | Tyler Cain      | V.L. Pesaro    | 9   |
| 2.   | Jarvis Williams | Vanoli Cremona | 8.3 |
| 3.   | Derek Willis    | N.B. Brindisi  | 8.1 |
| 4.   | Miro Bilan      | Dinamo Sassari | 8   |
| 5.   | Frank Elegar    | Pall. Reggiana | 7.9 |

#### Valutazione
| Rank | Giocatore         | Squadra        | VPG  |
| ---- | ----------------- | -------------- | ---- |
| 1.   | Miro Bilan        | Dinamo Sassari | 22.8 |
| 2.   | Zach LeDay        | Olimpia Milano | 20.5 |
| 3.   | D'Angelo Harrison | N.B. Brindisi  | 20.2 |
| 4.   | JaCorey Williams  | Aquila Trento  | 19.8 |
| 5.   | Tyler Cain        | V.L. Pesaro    | 18.7 |

#### Altre statistiche
| Categoria   | Giocatore          | Squadra        | Statistica |
| ----------- | ------------------ | -------------- | ---------- |
| Rubate      | Justin Robinson    | V.L. Pesaro    | 1.6        |
| Stoppate    | Sha'markus Kennedy | Pall. Cantù    | 1.8        |
| Palle perse | Marco Spissu       | Dinamo Sassari | 3          |
| 2P%         | Julian Gamble      | Virtus Bologna | 66.1%      |
| 3P%         | Austin Daye        | Reyer Venezia  | 53.3%      |
| FT%         | Jaime Smith        | Pall. Cantù    | 94%        |

### Migliori prestazioni individuali
| Categoria              | Giocatore          | Squadra           | Statistica | Avversario                     |
| ---------------------- | ------------------ | ----------------- | ---------- | ------------------------------ |
| Valutazione            | Frank Gaines       | Pall. Cantù       | 46         | Dinamo Sassari (10 mag. 2021)  |
| Punti                  | Frank Gaines       | Pall. Cantù       | 43         | Dinamo Sassari (10 mag. 2021)  |
| Rimbalzi               | Tyler Cain         | V.L. Pesaro       | 19         | Vanoli Cremona (1 nov. 2020)   |
| Assist                 | Darius Thompson    | N.B. Brindisi     | 15         | Universo Treviso (7 feb. 2021) |
| Palle rubate           | T.J. Williams      | Vanoli Cremona    | 8          | Pall. Trieste (27 set. 2020)   |
| Stoppate               | Sha'markus Kennedy | Pall. Cantù       | 7          | Pall. Trieste (16 dic. 2020)   |
| Falli subiti           | Adrian Banks       | Fortitudo Bologna | 13         | Reyer Venezia (27 dic. 2020)   |
| Tiri liberi realizzati | Frank Gaines       | Pall. Cantù       | 17         | Dinamo Sassari (10 mag. 2021)  |
| Tiri da 2 realizzati   | JaCorey Williams   | Aquila Trento     | 13         | Reyer Venezia (3 apr. 2021)    |
| Tiri da 3 realizzati   | Adrian Banks       | Fortitudo Bologna | 9          | Basket Brescia (3 apr. 2021)   |

Fonte:  Statistics, su web.legabasket.it, legabasket.it. URL consultato l'11 gennaio 2021 (archiviato dall'url originale il 17 ottobre 2021).

### Statistiche di squadra
| Categoria     | Squadra           | Media |
| ------------- | ----------------- | ----- |
| Punti         | Dinamo Sassari    | 90.3  |
| Punti subiti  | Universo Treviso  | 88.1  |
| Rimbalzi      | N.B. Brindisi     | 39.7  |
| Assist        | Virtus Bologna    | 22.6  |
| Palle rubate  | Aquila Trento     | 8.5   |
| Stoppate      | Fortitudo Bologna | 3.3   |
| Palle perse   | Dinamo Sassari    | 14.9  |
| % tiri liberi | Brescia           | 84.1% |
| % tiro da due | Virtus Bologna    | 58.2% |
| % tiro da tre | Olimpia Milano    | 42.3% |

Fonte:  Statistics, su web.legabasket.it, legabasket.it.

## Premi

### Premi finali
| Premio               | Giocatore         | Squadra        |
| -------------------- | ----------------- | -------------- |
| MVP                  | Stefano Tonut     | Reyer Venezia  |
| Miglior allenatore   | Francesco Vitucci | N.B. Brindisi  |
| Miglior Under-22     | Alessandro Pajola | Virtus Bologna |
| Miglior italiano     | Stefano Tonut     | Reyer Venezia  |
| Migliore rivelazione | JaCorey Williams  | Aquila Trento  |
| Migliore difensore   | Kyle Hines        | Olimpia Milano |
| Migliore dirigente   | Simone Giofrè     | N.B. Brindisi  |
| Marketing Award      | ...               | Aquila Trento  |

### Playoff
| Premio           | Giocatore         | Squadra        | Ref    |
| ---------------- | ----------------- | -------------- | ------ |
| MVP Finali       | Miloš Teodosić    | Virtus Bologna | [ 27 ] |
| Miglior Italiano | Alessandro Pajola | Virtus Bologna | [ 28 ] |

- Miglior quintetto:[29]
  -  Darius Thompson,  N.B. Brindisi
  -  Stefano Tonut,  Reyer Venezia
  -  Shavon Shields,  Olimpia Milano
  -  Zach Leday,  Olimpia Milano
  -  Miro Bilan,  Dinamo Sassari

## Squadre italiane nelle competizioni europee
Aggiornato al 10 maggio 2021.
| Squadra                     | Competizione     | Andamento (Vinte - Perse) |
| --------------------------- | ---------------- | ------------------------- |
| A\|X Armani Exchange Milano | Euroleague       | Final Four (24-15)        |
| Segafredo Virtus Bologna    | Eurocup          | Semifinali (19-2)         |
| Dolomiti Energia Trento     | Eurocup          | Top 16 (9-7)              |
| Umana Reyer Venezia         | Eurocup          | Regular season (2-8)      |
| Germani Basket Brescia      | Eurocup          | Regular season (2-8)      |
| Happy Casa Brindisi         | Champions League | Play-Off (7-5)            |
| Banco di Sardegna Sassari   | Champions League | Play-Off (5-7)            |
| Lavoropiù Bologna           | Champions League | Regular season (0-6)      |
| UNA Hotels Reggio Emilia    | FIBA Europe Cup  | Quarti di finale (3-2)    |